# Oh Ji-young (golfistka)
Oh Ji-young (ur. 3 lipca 1988) – jest koreańską zawodową golfistką. Na co dzień Oh gra na LPGA Tour, do którego zakwalifikowała się w 2007. Do tej pory zdobyła na tym tourze dwa tytuły – pierwszy w 2008 w State Farm Classic, drugi zaś w 2009 w Sybase Classic.